# Nahkampfkanone 1
El Nahkampfkanone 1 fue un cazatanques experimental suizo que estuvo en servicio entre 1944 y 1947. Sólo fue construido uno.

## Historia y desarrollo
El diseño presagiaba los primeros experimentos realizados entre 1943 y 1944 en Suiza en el diseño y construcción de un vehículo blindado. El cañón Nahkampf 1 fue construido sobre el chasis del vehículo blindado Panzerwagen 39, Panzer 38(t) tipo LTL-H CSSR vehículo de combate blindado. El chasis fue extendido por un rodillo producido por la empresa Berna en Olten. Dado que solo se disponía de unas pocas piezas, se construyó parcialmente utilizando partes de vehículos blindados, principalmente el chasis y las transmisiones. El blindaje consistía solo en láminas de metal delgado y, en los experimentos iniciales, solo se instaló un cañón de 75 mm, antes de que los diseños futuros lucieran un obús de 105 mm. El prototipo fue utilizado por el ejército suizo con la placa de coche (M + número 7236).